# Roćevići
Roćevići (Servisch cyrillisch Роћевићи) is een plaats in de Servische gemeente Kraljevo. De plaats telt 405 inwoners (2002).